# Elferspitze
Elferspitze är en bergstopp i Österrike.   Den ligger i distriktet Innsbruck-Land och förbundslandet Tyrolen, i den västra delen av landet, 400 km väster om huvudstaden Wien. Toppen på Elferspitze är 2 505 meter över havet, eller 195 meter över den omgivande terrängen. Bredden vid basen är 1,1 km.
Terrängen runt Elferspitze är huvudsakligen bergig. Närmaste större samhälle är Neustift im Stubaital, 3,8 km norr om Elferspitze. 
Trakten runt Elferspitze består i huvudsak av gräsmarker. Runt Elferspitze är det ganska tätbefolkat, med 80 invånare per kvadratkilometer.